# Sedgwick (Colorado)
Pour les articles homonymes, voir Sedgwick.
Sedgwick est une ville américaine située dans le comté du même nom dans le Colorado.
La ville doit son nom au fort Sedgwick, nommé d'après le général John Sedgwick.

## Démographie
| 1920 | 1930 | 1940 | 1950 | 1960 | 1970 |
| ---- | ---- | ---- | ---- | ---- | ---- |
| 380  | 444  | 373  | 332  | 299  | 208  |

| 1980 | 1990 | 2000 | 2010 | - | - |
| ---- | ---- | ---- | ---- | - | - |
| 258  | 183  | 191  | 146  | - | - |

Selon le recensement de 2010, Sedgwick compte 146 habitants. La municipalité s'étend sur 0,33 milles carrés (0,85 km2).